# Mervyn LeRoy
Mervyn LeRoy (San Francisco, 15 ottobre 1900 – Los Angeles, 13 settembre 1987) è stato un regista, produttore cinematografico e attore statunitense.

## Biografia
Dal teatro passò al cinema con l'avvento del sonoro e dimostrò buone qualità fin dai suoi primi film: Il primo successo fu Piccolo Cesare (1930), con Edward G. Robinson, che aveva per tema il gangsterismo americano, allora al culmine. Confermò il suo impegno artistico e sociale con Io sono un evaso (1932), con Paul Muni, e La danza delle luci (1933), che avevano per sfondo l'America della grande depressione. Con Vendetta (1937) affrontò anche il tema del linciaggio. Nel 1939 produsse il film fantastico Il mago di Oz.
Diresse altri film che ebbero maggior successo di pubblico, come Il ponte di Waterloo (1940), Prigionieri del passato (1943), Quo vadis (1951) ma che, pur rivelando un ottimo mestiere, si adeguavano alla produzione esclusivamente commerciale di Hollywood. LeRoy si ritirò dal cinema nel 1965. Nel 1974, uscì la sua autobiografia dal titolo Take One. Morì a Beverly Hills il 13 settembre 1987 a 86 anni e venne sepolto al Forest Lawn Memorial Park Cemetery di Glendale.

## Riconoscimenti
Gli venne assegnata una stella nella Hollywood Walk of Fame al 1560 Vine Street.

## Vita privata
È stato sposato con Edna Murphy (1899-1974), famosa modella newyorkese e attrice e con Doris Warner, figlia del famoso produttore fondatore della Warner Bros..

## Filmografia

### Regista
- No Place to Go (1927)
- Cohen e Kelly aviatori (Flying Romeos) (1928)
- Harold Teen (1928)
- Oh, Kay! (1928)
- Monella bionda (Naughty Baby) (1928)
- La studentessa dinamica (Hot Stuff) (1929)
- Ragazze d'America (Broadway Babies) (1929)
- Derby d'amore (Little Johnny Jones) (1929)
- Vertigine del lusso (Playing Around) (1930)
- Show Girl in Hollywood (1930)
- Numbered Men (1930)
- Top Speed (1930)
- Piccolo Cesare (Little Caesar) (1931)
- Gentleman's Fate (1931)
- Too Young to Marry (1931)
- Broadminded (1931)
- Five Star Final (1931)
- Local Boy Makes Good (1931)
- Tonight or Never (1931)
- High Pressure (1931)
- The Heart of New York (1932)
- Two Seconds (1932)
- Big City Blues (1932)
- Three on a Match (1932)
- Io sono un evaso (I Am a Fugitive from a Chain Gang) (1932)
- L'affare si complica (Hard to Handle) (1933)
- Elmer, the Great (1933)
- La danza delle luci (Gold Diggers of 1933) (1933)
- Cuori in burrasca (Tugboat Annie) (1933)
- Il mondo cambia (The World Changes) (1933)
- L'imprevisto (Hi, Nellie!) (1934)
- Heat Lightning (1934)
- Verso la felicità (Happiness Ahead) (1934)
- Sweet Adeline (1934)
- La lampada cinese (Oil for the Lamps of China) (1935)
- Page Miss Glory (1935)
- La scomparsa di Stella Parish (I Found Stella Parish) (1935)
- Avorio nero (Anthony Adverse) (1936)
- Three Men on a Horse (1936) – Non accreditato
- Il re e la ballerina (The King and the Chorus Girl) (1937) – Non accreditato
- Vendetta (They Won't Forget) (1937) – Non accreditato
- Il piacere dello scandalo (Fools for Scandal) (1938)
- Il mago di Oz (The Wizard of Oz) (1939) – Non accreditato
- Il ponte di Waterloo (Waterloo Bridge) (1940)
- Incontro senza domani (Escape) (1940)
- Fiori nella polvere (Blossoms in the Dust) (1941)
- Unholy Partners (1941)
- Sorvegliato speciale (Johnny Eager) (1941)
- Your Air Raid Warden (1942) – Cortometraggio documentario
- Prigionieri del passato (Random Harvest) (1942)
- You, John Jones! (1943) – Cortometraggio
- Madame Curie (1943)
- Missione segreta (Thirty Seconds Over Tokyo) (1944)
- The House I Live In (1945) – Cortometraggio, non accreditato
- California Express (Without Reservations) (1946)
- Desiderami (Desire Me) (1947) – Non accreditato
- La lunga attesa (Homecoming) (1948)
- Piccole donne (Little Women) (1949)
- Fate il vostro gioco (Any Number Can Play) (1949)
- I marciapiedi di New York (East Side, West Side) (1949)
- Quo vadis (Quo Vadis?) (1951)
- Modelle di lusso (Lovely to Look at) (1952)
- La ninfa degli antipodi (Million Dollar Mermaid) (1952)
- Amanti latini (Latin Lovers) (1953)
- Rose Marie (1954)
- La straniera (Strange Lady in Town) (1955)
- La nave matta di Mister Roberts (Mister Roberts) (1955)
- Il giglio nero (The Bad Seed) (1956)
- Soli nell'infinito (Toward the Unknown) (1956)
- Tempi brutti per i sergenti (No Time for Sergeants) (1957)
- Pietà per la carne (Home Before Dark) (1958)
- Sono un agente FBI (The FBI Story) (1959)
- Svegliami quando è finito (Wake Me When It's Over) (1960)
- Il diavolo alle 4 (The Devil at 4 O'Clock) (1961)
- Il molto onorevole ministro (A Majority of One) (1961)
- La donna che inventò lo strip-tease (Gypsy) (1962)
- Te la senti stasera? (Mary, Mary) (1963)
- Da un momento all'altro (Moment to Moment) (1966)
- Berretti verdi (The Green Berets) (1968) – Non accreditato

### Produttore
- Three Men on a Horse, regia di Mervyn LeRoy (1936) – Non accreditato
- Il re e la ballerina (The King and the Chorus Girl), regia di Mervyn LeRoy (1937)
- Vendetta (They Won't Forget), regia di Mervyn LeRoy (1937) – Non accreditato
- Mr. Dodd Takes the Air, regia di Alfred E. Green (1937)
- L'ultima beffa di Don Giovanni (The Great Garrick), regia di James Whale (1937) – Non accreditato
- Il piacere dello scandalo (Fools for Scandal), regia di Mervyn LeRoy (1938)
- Passione ardente (Dramatic School), regia di Robert B. Sinclair (1938)
- Sfida a Baltimora (Stand Up and Fight), regia di W. S. Van Dyke (1939)
- Il mago di Oz (The Wizard of Oz), regia di Victor Fleming (1939)
- Tre pazzi a zonzo (At the Circus), regia di Edward Buzzell (1939)
- Incontro senza domani (Escape), regia di Mervyn LeRoy (1940) – Non accreditato
- Fiori nella polvere (Blossoms in the Dust), regia di Mervyn LeRoy (1941) – Non accreditato
- Unholy Partners, regia di Mervyn LeRoy (1941)

- Sorvegliato speciale (Johnny Eager), regia di Mervyn LeRoy (1941)
- The House I Live In, regia di Mervyn LeRoy (1945) – Cortometraggio
- Piccole donne (Little Women), regia di Mervyn LeRoy (1949)
- Rose Marie, regia di Mervyn LeRoy (1954) – Non accreditato
- La straniera (Strange Lady in Town), regia di Mervyn LeRoy (1955)
- Il giglio nero (The Bad Seed), regia di Mervyn LeRoy (1956)
- Soli nell'infinito (Toward the Unknown), regia di Mervyn LeRoy (1956)
- Tempi brutti per i sergenti (No Time for Sergeants), regia di Mervyn LeRoy (1957)
- Pietà per la carne (Home Before Dark), regia di Mervyn LeRoy (1958)
- Sono un agente FBI (The FBI Story), regia di Mervyn LeRoy (1959)
- Svegliami quando è finito (Wake Me When It's Over), regia di Mervyn LeRoy (1960)
- Il molto onorevole ministro (A Majority of One), regia di Mervyn LeRoy (1961)
- La donna che inventò lo strip-tease (Gypsy), regia di Mervyn LeRoy (1962)
- Te la senti stasera? (Mary, Mary), regia di Mervyn LeRoy (1963)
- Da un momento all'altro (Moment to Moment), regia di Mervyn LeRoy (1966)

### Attore
- The Ghost Breaker, regia di Alfred E. Green (1922) – Non accreditato
- La mia sposa americana (My American Wife), regia di Sam Wood (1922)
- Jazz-Band (Prodigal Daughters), regia di Sam Wood (1923)
- Derby d'amore) (Little Johnny Jones), regia di Johnny Hines e Arthur Rosson (1923)
- Il signore delle nuvole (Going Up), regia di Lloyd Ingraham (1923)

- The Call of the Canyon, regia di Victor Fleming (1923)
- Donne di lusso (Broadway After Dark), regia di Monta Bell (1924)
- The Chorus Lady, regia di Ralph Ince (1924)
- L'albergo delle sorprese (Synthetic Sin), regia di William A. Seiter (1929) – Non accreditato
- California Express (Without Reservations), regia di Mervyn LeRoy (1946) – Non accreditato

## Riconoscimenti
- Premio Oscar

1943 - Candidatura per il miglior regista per Prigionieri del passato
1946 - Premio speciale per The House I Live In
1976 - Premio alla memoria Irving G. Thalberg
- Golden Globe

1957 - Premio Cecil B. DeMille
1963 - Candidatura per il miglior regista per La donna che inventò lo strip-tease
- Directors Guild of America Award

1952 - Candidatura per il miglior regista cinematografico per Quo vadis
1956 - Candidatura per il miglior regista cinematografico per La nave matta di Mister Roberts
1962 - Candidatura per il miglior regista cinematografico per Il molto onorevole ministro
- Festival internazionale del cinema di Karlovy Vary

1948 - Candidatura al Globo di Cristallo per Fiori nella polvere
- Laurel Awards

1958 - Candidatura per il miglior regista/produttore
1959 - Candidatura per il miglior regista/produttore
1960 - Candidatura per il miglior regista/produttore
1961 - Candidatura per il miglior regista/produttore
1963 - Candidatura per il miglior regista/produttore
1964 - Candidatura per il miglior regista/produttore
1965 - Miglior regista/produttore
1966 - Candidatura per il miglior regista/produttore
1967 - Candidatura per il miglior regista/produttore
1968 - Candidatura per il miglior regista/produttore